# 工建型蒸汽机车
工建型蒸汽机车（GJ）是一种轴式为0-6-0T的蒸汽机车，用于厂矿调车，最大时速为35km/h。该型机车由大连机车车辆工厂设计，在1958年到1961年间由成都机车车辆工厂和太原机车车辆工厂生产，共计122台。有些使用到2000年代。

## 出口

### 朝鲜铁道省100型
1959年7月，成都机车车辆工厂向朝鲜提供7台工建型蒸汽机车，朝鲜铁道省将此7台机车编为100型。

### 越南太原钢铁
越南北部的太原钢铁亦有此型机车的使用记录，关于本车型交付太原钢铁的时间不得而知，但可确认太原钢铁至少配属四台本型机车，其中一台编号为1037的本型机车在2016年尚有目击记录。这些机车沿用原车型及车号记述，而不采用越南铁路的蒸汽机车型号命名形式。

## 保存

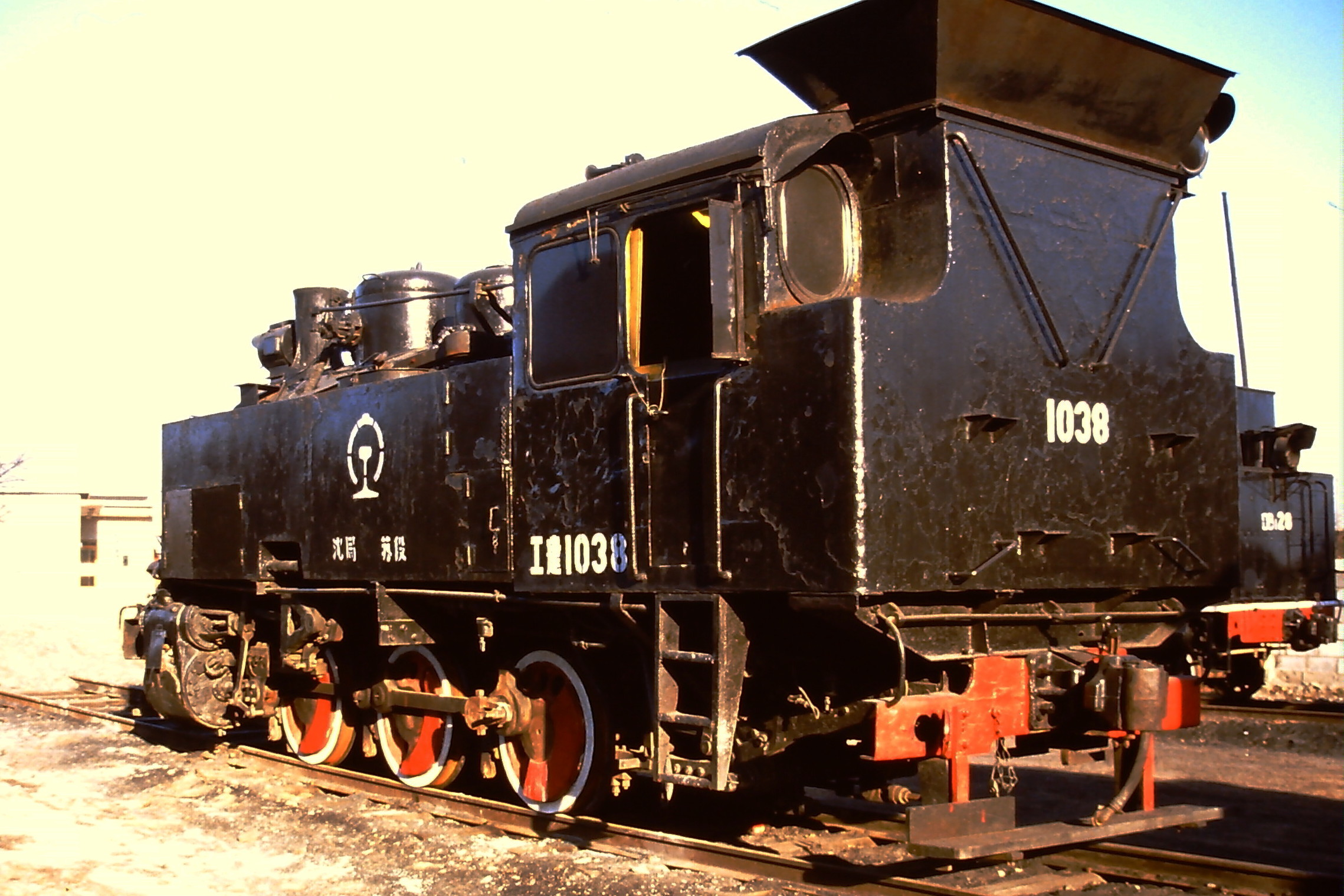
工建1038

- 工建型 - 1018，退役后交付苏家屯机务段附近一公园对外展出
- 工建型 - 1019，退役后交付中国铁道博物馆永久收藏并对外展出
- 工建型 - 1038，退役后交付沈阳铁路陈列馆收藏
- 工建型 - 1045，曾配属于越南太原钢铁，退役后送往中国云南省个旧市鸡街站封存
- 工建型 - 1076，退役后由私人收藏[5]

## 參见
- XK13型蒸汽机车
- ET7型蒸汽機車
- 跃进型蒸汽机车
- 上游型蒸汽机车
- 解放6型蒸汽机车
- 越南铁路141型蒸汽机车